# Campyloneurus basiornatus
Campyloneurus basiornatus is een insect dat behoort tot de orde vliesvleugeligen (Hymenoptera) en de familie van de schildwespen (Braconidae). De wetenschappelijke naam van de soort werd voor het eerst geldig gepubliceerd door Peter Cameron in 1911. (gespeld als Camploneurus basiornatus).
H.A. Lorentz verzamelde de soort tijdens de Eerste Zuid Nieuw-Guinea Expeditie in 1907. De vindplaats is "Heuvel Bivak" in het voormalige Nederlands-Nieuw-Guinea.